# Karen Horney
Karen Horney z domu Danielsen (ur. 16 września 1885 w Eilbek, pod Hamburgiem, zm. grudzień 1952 w Nowym Jorku) – niemiecka psychoanalityczka i psychiatra, najbardziej popularna przedstawicielka koncepcji psychodynamicznych, współtwórczyni neopsychoanalizy.

## Biografia
Urodziła się 16 września 1885 roku w Hamburgu. Była córką kapitana morskiego norweskiego pochodzenia Bernda Henrika Wackelsa Danielsena i  jego drugiej żony Clothile Marie Danielsen, nazywanej Sonni. Kapitan Danielsen był o 18 lat starszy od swojej żony. Małżeństwo nie było harmonijne – Danielsen był autorytarnym i ponurym człowiekiem, tradycjonalistą i osobą o konserwatywnej religjności. Jego żona natomiast była pełną życia kobietą o postępowych poglądach. Do konfliktów przyczyniała się także czwórka dorosłych dzieci z pierwszego małżeństwa kapitana Danielsena. Ostatecznie małżeństwo Danielsenów rozwiodło się (decyzją Clothile) w 1904 roku.
Karen Horney nie była szczególnie związana z ojcem ze względu na jego częste nieobecności w domu i wychowywała się pod wpływem matki. Jej uczucia wobec ojca były niejednoznaczne – Karen w swoich pamiętnikach opisuje go negatywnie, boi się go, choć jednocześnie go podziwia. Ojciec rozpieszczał starszego syna Karen, Brendta. Ze względu na to Karen dorastała w poczuciu braku rodzicielskiej miłości i w poczuciu bezwartościowości.
W wieku 14 lat, pod wpływem życzliwego lekarza, Karen zdecydowała się zająć medycyną. Pomysł ten był popierany przez jej matkę. Studia medyczne rozpoczęła w 1906 roku we Freiburgu, ukończyła je na Uniwersytecie Berlińskim w 1913 roku, ze specjalizacją w psychiatrii.
Podczas studiów poznała Oskara Horneya, przyszłego absolwenta prawa i wyszła za niego za mąż w 1909 roku. Para miała łącznie trzy córki – Brigitte, Marianne i Renate (urodzone kolejno w 1911, 1913 i 1915 roku). Karen Horney nie była szczęśliwa w małżeństwie – stres wynikający z łączenia macierzyństwa i nauki (pierwszą córkę urodziła jeszcze studiując), spowodował u niej depresję; skarżyła się także na ciągłe zmęczenie, myśli samobójcze i bóle brzucha. Uważała, że mężowi brakuje namiętności, dumy i siły.
Psychoanalizie poddawali ją niezwykle ówcześnie cenieni analitycy – Karl Abraham oraz Hanns Sachs. Horney poddała się jej po śmierci matki w 1911 roku, cierpiąc na zmęczenie i depresję. Choć była rozczarowana efektami ich pracy, wierzyła w psychoanalizę i od 1919 roku sama zaczęła przyjmować pacjentów. 
Od 1918 do 1932 związana była z Berlińskim Instytutem Psychoanalitycznym, jako wykładowczyni, psychoanalityczka i osoba ucząca szkoląca innych z psychoanalizy. W 1932, na zaproszenie Franza Alexandra, wyemigrowała do Stanów Zjednoczonych, gdzie zaoferowano jej pracę jako wicedyrektorki Chicagowskim Instytutem Psychoanalitycznym. Horney wyjechała, mając nadzieję, że amerykańska instytucja lepiej będzie sprzyjać swobodnej ekspresji, niż skostniały Instytut Berliński, obawiała się też możliwych szykan ze strony nazistów, którzy uważali psychoanalizę za żydowską naukę (choć sama nie była żydowskiego pochodzenia). W Chicago odnowiła znajomość ze znanym jej z czasów berlińskich Erichem Frommem i nawiązała z nim relację romantyczną.  
W 1934 roku, w wyniku sporów z Alexandrem przeniosła się do Nowego Jorku, związała się z tamtejszym Instytutem Psychoanalitycznym, nauczała i prowadziła prywatną praktykę. Założyła Towarzystwo Rozwoju Psychoanalizy, a także Amerykański Instytut Psychoanalizy. W 1937 roku wydała swoją pierwszą książkę – Neurotyczna osobowość naszych czasów. 
Zmarła we śnie 4 grudnia 1952 na chorobę nowotworową.

## Poglądy
W swojej pracy Karen Horney inaczej interpretuje siły przyczyniające się do powstania nerwicy. Podobnie jak Freud stwierdziła, że przyczyną nerwicy są nierozwiązane wewnętrzne konflikty. Siłą napędową tych konfliktów są popędy, które zupełnie inaczej niż w koncepcji Freuda, są siłą specyficzną dla neurotyków. Rodzą się one z poczucia wyizolowania, bezradności, strachu, wrogości. Ich celem jest zdobycie poczucia bezpieczeństwa. Cechą charakterystyczną i przyczyną nerwicy jest neurotyczna struktura charakteru, nerwica charakteru. W tym ujęciu charakter składa się z sprzecznych (a więc konfliktowych, wzajemnie się wykluczających) tendencji, które neurotyk próbuje pogodzić, choć jest to całkowicie niemożliwe.
Przyczyną kształtowania się nerwicy charakteru jest zdaniem Karen Horney frustracja potrzeby bezpieczeństwa, która jest skutkiem niesprzyjających warunków w środowisku domowym np.:
- niekonsekwencja rodziców
- faworyzowanie któregoś z rodzeństwa
- brak prawdziwych uczuć, szczerych i otwartych
- nadopiekuńczość rodziców
- zbyt mała opiekuńczość

Skutkiem tej frustracji jest pojawienie się lęku i wrogości. Wrogość jest naturalną reakcją na frustrację potrzeb. W tym jednak wypadku musi zostać wyparta, gdyż ujawnienie jej godziłoby w bezpieczeństwo dziecka. Są cztery przyczyny wyparcia wrogości:
- bezradność – dziecko musi wypierać wrogość gdyż potrzebuje rodziców
- strach – musi wypierać wrogość, gdyż boi się kary za okazywanie wrogości
- miłość – dziecko wypiera wrogość, gdyż chce trzymać się złudnych namiastek miłości dawanej przez rodziców
- poczucie winy – dziecko wypiera wrogość, gdyż gdyby ją okazywało – byłoby złym, niekochanym dzieckiem

Wyparta wrogość i lęk wynikłe z frustracji potrzeby bezpieczeństwa przyczyniają się do rozwijania lęku podstawowego, który jest osią nerwicy i głównym motorem napędowym. Dziecko musi łagodzić ten lęk. Są cztery główne sposoby obrony przed lękiem podstawowym:
- uległość – dlatego aby nie dać powodu do wyrządzenia krzywdy
- miłość – bo gdy dziecko zdobędzie miłość to nie będzie krzywdzone
- władza – aby można było się samemu bronić przed spodziewaną krzywdą
- izolacja – minimalizacja potrzeb i maksymalizacja samodzielności

Z czasem te sposoby obrony przed lękiem krystalizują się w sztywne i trwałe postawy, dla których charakterystyczna jest pewna struktura potrzeb:
| postawa:          | typowe potrzeby:                                                    |
| postawa „do”      | - miłości - akceptacji - zależności - uległości                     |
| postawa „od”      | - niezależności, - izolacji, - samowystarczalności, - doskonałości. |
| postawa „przeciw” | - władzy, - dominacji, - uznania, - rywalizacji.                    |

Struktura tych potrzeb jest neurotyczna gdyż są:
- kompulsywne – zaspokajanie ich jest przymusem
- nienasycone – niemożliwe jest ich zaspokojenie, gdyż u ich podstaw leży niezaspokojona potrzeba bezpieczeństwa
- sztywne – reakcja, która zaspokaja tę potrzebę jest taka sama
- wewnętrznie sprzeczne – istnieje konflikt między potrzebami dominującymi a tymi wypartymi
- zaburzona jest ich hierarchia – z uwagi na to, że wyparte popędy są niezaspokajane – nasilają się

Z uwagi na taką ich strukturę występuje konflikt pomiędzy postawami, który trzeba jakoś rozwiązać. Jest na to kilka sposobów:
1. Potrzeby sprzeczne z dominującą – utrwaloną zwiększają lęk, istnieje zatem konieczność ich wyparcia
2. Istnieją sprzeczne przekonania, uczucia, które występują w takiej izolacji, że nie stanowią sprzeczności
3. Uczucia są kontrolowane – nie można uświadomić sobie uczuć sprzecznych z własną postawą
4. Wszystko co nie pasuje do idealnego obrazu JA ulega projekcji
5. Postawa, która jest dominująca ulega gloryfikacji – a to z uwagi na:
  1. konieczność uzyskania spójności
  2. silny napór wypartych postaw przeciwnych

Zaczyna zatem działać mechanizm idealizacji własnej postawy, własnego JA. Pojawia się tutaj egocentryzm i JA – idealne. Tutaj nastąpić musi rozłam z rzeczywistością. Im bardziej wyidealizowany jest obraz tym mniejszy ma związek z rzeczywistością.
Takie wyidealizowany obraz JA jest mało stabilny, z jednej strony osoba widzi siebie jako wielką, lepszą od innych, a z drugiej strony brak jej pewności siebie. Antycypuje zatem dwie rzeczy:
1. antycypacja odrzucenia przez ludzi
2. antycypacja zawalenia się obrazu własnego JA

Te dwa elementy zasilają lęk wtórny. Lęk ten jest powodem objawów wegetatywnych i z tym lękiem pacjenci trafiają do lekarza. Bardzo istotne jest, że w koncepcji Karen Horney mamy do czynienia z dwoma rodzajami lęku:
1. Lęk pierwotny
2. Lęk wtórny

## Publikacje
- Autoanaliza
- Nasze wewnętrzne konflikty
- Nerwica a rozwój człowieka
- Neurotyczna osobowość naszych czasów, przeł. Helena Grzegołowska, PWN, Warszawa 1981, ss. 190, ISBN 83-01-04119-6
- Nowe drogi w psychoanalizie, przeł. Krzysztof Mudyń, PWN, Warszawa 1987, ss. 303, ISBN 83-01-07427-2
- Psychologia kobiety
- Wykłady ostatnie